# NGC 45
NGC 45 је спирална галаксија у сазвежђу Кит која се налази на NGC листи објеката дубоког неба.
Деклинација објекта је - 23° 10' 53" а ректасцензија 0h 14m 4,0s. Привидна величина (магнитуда) објекта NGC 45 износи 10,7 а фотографска магнитуда 11,3. Налази се на удаљености од 9,954 милиона парсека од Сунца. NGC 45 је још познат и под ознакама ESO 473-1, MCG -4-1-21, UGCA 4, IRAS 00115-2327, DDO 223, AM 0011-232, PGC 930.